# Теория музыки
Тео́рия му́зыки — общее обозначение комплекса дисциплин (учебных и научных) музыковедения, занимающихся теоретическими аспектами музыки.

## Краткая характеристика
Важнейшие научные и учебные дисциплины: гармония, полифония, анализ музыкальных форм, сольфеджио, инструментоведение, оркестровка, композиция. К теории музыки также относят ритмику (научную дисциплину, занимающуюся изучением метра и ритма), а также различные учебные курсы, не имеющие всеобщего (общепризнанного) характера, например, «Музыкально-теоретические системы». Теоретические положения о музыке, изложенные в упрощённой форме, носят название элементарной теории музыки (часто сокращённо: ЭТМ). Популярные в России пособия по элементарной теории музыки И. В. Способина, В. А. Вахромеева и Г. А. Фридкина, написанные ещё в 1950-х годах, ориентированы на классико-романтическую эпоху (XVIII—XIX века) и не содержат теории старинной (в том числе, церковной) и авангардной музыки.

## Исторический очерк

### Античность
Несколько сохранившихся шумерских и аккадских глиняных табличек уже содержат музыкальную теорию, в основном списки интервалов и мелодий. Учёный Сэм Мирелман убеждён, что самые ранние из этих текстов датируются до 1500 г. до н. э., это на тысячелетие раньше, чем сохранившиеся свидетельства о музыкальной деятельности каких-либо других культур. Все найденные месопотамские тексты [о музыке] объединены использованием терминологии музыки, которая, согласно приблизительной датировке текстов, использовалась более 1000 лет.

### Средние века
В средние века (например, у Якоба Льежского, XIV век) различали «теоретическую музыку» (лат. musica theorica), иначе «созерцательную музыку» (лат. musica speculativa), и «практическую музыку» (лат. musica practica). Под теоретической (или созерцательной) имелось в виду пифагорейское учение, направленное на познание «разумных оснований» (rationes) любой музыки, а именно «музыкальных» числовых отношений. Идеальным примером «музыканта-теоретика» (musicus theoricus) в трудах средневековых и ренессансных учёных служил Боэций. Под «практической музыкой» подразумевалась (также с XIV века) теория музыки примерно в том смысле, как она понимается в ЭТМ XX века. В качестве первого «музыканта-практика» (musicus practicus) обычно выступал Гвидо Аретинский. Метод познания в практической музыке можно описать как эмпирический. В его основу были положены наблюдения над практикой музицирования (пения, позднее игры на инструментах), без осмысления «разумных оснований» звучащей музыки:

Практическая музыка та, цель которой — внешнее проявление, то есть исполнение, и познание без осмысления [теоретических основ] консонансов и диссонансов и всех музыкальных созвучий в григорианских распевах и в контрапунктах, [то есть] практическое познание и безупречное исполнение нынешней мензуральной музыки.— Уголино Орвиетский. Declaratio musicae disciplinae (ок. 1440)
Словосочетания «musica theorica» и «musica practica» использовали также в переносном смысле — так называли труды, посвящённые соответственно спекулятивной либо ориентированной на практику теории, например, «Компендий практической музыки» Иоанна де Муриса (ок.1322), «Практическая музыка» Рамоса де Парехи (1482) и др.
В немецкой музыкальной науке XVI—XVII веков к пандану (musica theorica/musica practica) добавилась musica poetica (букв. «сотворённая музыка», термин впервые употреблён Листением, в 1533 г.). Под musica poetica понимали композицию, трактуемую (впервые в истории музыки) как «совершенный и полностью законченный» артефакт творчества (лат. opus perfectum et absolutum), а также — в переносном смысле — авторский труд о правилах сочинения музыки (учебник по музыкальной композиции).
Деление на теоретическую и практическую музыку сохранялось в эпоху Возрождения, отчасти также в эпоху барокко. Оно вошло во многие популярные учебники по теории музыки и в трактаты XVI — начала XVII веков, особенно у немцев — Листения, Лампадия, Кальвизия, Липпия, Барифона и других.

### Современность
По мере распространения западного музыкального влияния по всему миру в 1800-х годах, музыканты приняли западную теорию в качестве международного стандарта, но другие традиции теории музыки разных народов как в текстовые, так и устные используются до сих пор. Например, уникальные для древней и современной культуры Африки музыкальные произведения, в основном устные, они существуют в конкретных формах, в культуре есть свои жанры, исполнительские практики, мелодии и другие аспекты теории музыки.

### Китай
Самые ранние тексты о теории китайской музыки начертаны на каменных и бронзовых колоколах, раскопанных в 1978 г.. Они содержат более 2800 слов, описывающих теории и практики звукописи того времени. Колокола производят две переплетённые пентатонические шкалы на расстоянии трёх тонов друг от друга с дополнительными шагами, завершающими хроматическую шкалу.
Китайская хроматическая шкала состояла из двенадцати нот. Они символизировали энергию двенадцати месяцев года, суточный ритм двенадцати часов, двенадцать главных акупунктурных меридианов и т. д.
Некоторые импортированные ранние китайские инструменты стали важными компонентами развлекательной музыки дворов. Они породили новые репертуарные и исполнительские практики, а также дополнили музыкальные теории.

## Основы теории музыки

### Высота тона
Это позиция тона, низкая или высокая. Частота звуковых волн, производящих высоту тона, может быть точно измерена, но восприятие тона сложнее для понимания, потому что отдельные ноты, основанные на звуках из природных источников, как правило, представляют собой сложное сочетание нескольких частот. Соответственно, теоретики часто описывают высоту звука как субъективное ощущение, а не как объективное измерение звука.
Разница в высоте тональности между двумя нотами называется интервалом. Самый основной интервал — это прима, то есть просто две ноты одной и той же высоты тона. Октавный интервал — это две ступени, которые либо вдвое больше, либо вдвое меньше частоты друг друга.

### Гаммы и тональности
Западная теория музыки обычно разделяет октаву на ряд из двенадцати полутонов, называемый хроматической шкалой, в пределах которой интервал между смежными тонами называется полушагом или полутоном. Семь нот — диатонический звукоряд, составляющий гамму, остальные 5 — те, что заполняют промежутки между ними.
Наиболее часто встречающиеся гаммы — натуральная мажорная, натуральная минорная, гармоническая минорная. Любой минор или мажор могут быть натуральными, гармоническими и мелодическими. По мере развития музыкального произведения используемые тональности могут меняться и вводить иную гамму. Музыка может быть перенесена из одной тональности в другую для различных целей, часто для удобства вокалиста или инструменталиста.
От каждого из 12 звуков, составляющих октаву, можно сделать мажорный и минорный звукоряд (тональность). То есть всего возможны 12 мажоров и 12 миноров.

### Консонанс и диссонанс
Консонанс и диссонанс — субъективные качества интервалов (сочетаний 2 нот) и аккордов (сочетаний 3 и более нот), которые широко варьируются в разных культурах. Консонанс — это качество интервала или аккорда, который сам по себе кажется стабильным и полным, хорошо звучит. Диссонанс противоположен в том, что он ощущается неполным и «хочет» перейти к консонансному интервалу, «режет» слух.